# 1999-es UNCAF-nemzetek kupája (keretek)
Ebben a listában találhatóak az 1999-es UNCAF-nemzetek kupája keretei.

## A csoport

### Belize
Szövetségi kapitány:
| Szám | Poszt | Név                   | Születési dátum (Kor) | Vál. | Klub            |
| ---- | ----- | --------------------- | --------------------- | ---- | --------------- |
|      | K     | Charlie Slusher       |                       |      | Juventus FC     |
|      | K     | Darren Hinds          |                       |      | Sagitun         |
|      | K     | Delmar Sutherland     |                       |      | La Victoria     |
|      | V     | Hilberto Muschamp     |                       |      | Sagitun         |
|      | V     | Wilbert Valdez        |                       |      | Jube            |
|      | V     | Raúl Céliz            |                       |      | Juventus FC     |
|      | V     | Vallan Symms          |                       |      | Bombers         |
|      | V     | Kevin Pelayo          |                       |      | Bombers         |
|      | KP    | Stanley Robinson      |                       |      | Jube            |
|      | KP    | Shamir Pacheco        |                       |      | Jube            |
|      | KP    | Jason Hall            |                       |      | La Victoria     |
|      | KP    | Ernest Wiltshire      |                       |      | Belmopan United |
|      | KP    | Emory Núnez           |                       |      | Yabra           |
|      | KP    | Jason McCaulay        |                       |      | Yabra           |
|      | KP    | Robert Cunningham     |                       |      | klub nélkül     |
|      | CS    | Christopher Hendricks |                       |      | Juventus FC     |
|      | CS    | Wílmer García         |                       |      | Sagitun         |
|      | CS    | Dale Pelayo           |                       |      | Jube            |
|      | CS    | Oliver Hendricks      |                       |      | La Victoria     |
|      | CS    | Wayne Wiltshire       |                       |      | Belmopan United |
|      | CS    | Mark Leslie           |                       |      | Acros           |
|      | CS    | Francis Arzú          |                       |      | Jaguars         |

### Costa Rica
Szövetségi kapitány:  Francisco Maturana
| Szám | Poszt | Név             | Születési dátum (Kor) | Vál. | Klub                 |
| ---- | ----- | --------------- | --------------------- | ---- | -------------------- |
|      | K     | Erick Lonnis    |                       |      | Deportivo Saprissa   |
|      | K     | Lester Morgan   |                       |      | Club Sport Herediano |
|      | V     | Jervis Drummond |                       |      | Deportivo Saprissa   |
|      | V     | Geovanny Jara   |                       |      | Club Sport Herediano |
|      | V     | Víctor Cordero  |                       |      | Deportivo Saprissa   |
|      | V     | Reynaldo Parks  |                       |      | Tecos UAG            |
|      | V     | Luis Marín      |                       |      | San Carlos           |
|      | V     | Sandro Alfaro   |                       |      | Club Sport Herediano |
|      | KP    | Walter Centeno  |                       |      | Deportivo Saprissa   |
|      | KP    | Jeaustin Campos |                       |      | Deportivo Saprissa   |
|      | KP    | Roy Myers       |                       |      | Metrostars           |
|      | KP    | Mauricio Solís  |                       |      | Comunicaciones       |
|      | KP    | Johnny Murillo  |                       |      | Club Sport Herediano |
|      | KP    | Jafet Soto      |                       |      | CF Pachuca           |
|      | CS    | Rolando Fonseca |                       |      | Comunicaciones       |
|      | CS    | Gerald Drummond |                       |      | Deportivo Saprissa   |
|      | CS    | Paulo Wanchope  |                       |      | Derby County         |
|      | CS    | Froylán Ledezma |                       |      | AFC Ajax             |

### Honduras
Szövetségi kapitány:  Ramón Maradiaga
| Szám | Poszt | Név                  | Születési dátum (Kor) | Vál. | Klub                    |
| ---- | ----- | -------------------- | --------------------- | ---- | ----------------------- |
|      | K     | Wilmer Cruz          |                       |      | Real C.D. España        |
|      | K     | Hugo Caballero       |                       |      | Club Deportivo Motagua  |
|      | V     | Reynaldo Clavasquin  |                       |      | Club Deportivo Motagua  |
|      | V     | Ninrod Medina        |                       |      | Club Deportivo Motagua  |
|      | V     | Milton Reyes         |                       |      | Club Deportivo Motagua  |
|      | V     | Aminadán Laínez      |                       |      | Universidad             |
|      | V     | César Clother        |                       |      | Real C.D. España        |
|      | V     | Mario Guerrero       |                       |      | Club Deportivo Motagua  |
|      | KP    | Samuel Caballero     |                       |      | Club Deportivo Olimpia  |
|      | KP    | Amado Guevara        |                       |      | Club Deportivo Motagua  |
|      | KP    | Christian Santamaría |                       |      | Club Deportivo Olimpia  |
|      | KP    | Mario Rodríguez      |                       |      | Real C.D. España        |
|      | KP    | Robel Bernardez      |                       |      | Club Deportivo Platense |
|      | KP    | Jaime Rosales        | 1978. június 8.       |      | Club Deportivo Marathón |
|      | CS    | Carlos Pavón         |                       |      | Celaya                  |
|      | CS    | Milton Núñez         |                       |      | Nacional                |
|      | CS    | Francisco Ramírez    |                       |      | Club Deportivo Motagua  |
|      | CS    | Renán Bengoché       |                       |      | Club Deportivo Victoria |

## B csoport

### Salvador
Szövetségi kapitány:  Mario Peres Ulibarri
| Szám | Poszt | Név                | Születési dátum (Kor) | Vál. | Klub                  |
| ---- | ----- | ------------------ | --------------------- | ---- | --------------------- |
|      | K     | Misael Alfaro      | 21                    |      | C.D. Luis Angel Firpo |
|      | K     | Sergio Muñoz       | 26                    |      | C.D. Dragon           |
|      | V     | Alexánder Merino   | 20                    |      | Alianza F.C.          |
|      | V     | Nelson Quintanilla | 25                    |      | C.D. Luis Angel Firpo |
|      | V     | William Osorio     | 27                    |      | Club Deportivo FAS    |
|      | V     | Roberto Hernández  | 25                    |      | C.D. Águila           |
|      | V     | Mario Guevara      | 26                    |      | Alianza F.C.          |
|      | V     | Ricardo Cuéllar    | 22                    |      | Club Deportivo FAS    |
|      | KP    | Guillermo García   | 28                    |      | C.D. Luis Angel Firpo |
|      | KP    | Santos Cabrera     | 22                    |      | C.D. Luis Angel Firpo |
|      | KP    | Alexánder Amaya    | 22                    |      | C.D. Águila           |
|      | KP    | Adonay Martínez    | 22                    |      | Alianza F.C.          |
|      | KP    | Waldir Guerra      | 31                    |      | C.D. Águila           |
|      | KP    | Guillermo Rivera   | 29                    |      | San Carlos            |
|      | KP    | Erick Prado        | 24                    |      | Club Deportivo FAS    |
|      | KP    | Nelson Flores      | 22                    |      | Sonsonate             |
|      | KP    | Ernesto Góchez     | 21                    |      | Arabe Marle           |
|      | CS    | Elías Montes       | 25                    |      | Alianza F.C.          |
|      | CS    | Raúl Díaz Arce     | 29                    |      | San Jose Clash        |
|      | CS    | Rodrigo Osorio     | 30                    |      | Alianza F.C.          |
|      | CS    | Magdonio Corrales  | 20                    |      | Municipal Limeno      |
|      | CS    | William Torres     | 22                    |      | Dragón                |
|      | CS    | Rudy Corrales      | 19                    |      | Municipal Limeno      |

### Guatemala
Szövetségi kapitány  Benjamín Monterroso
| Szám | Poszt | Név                | Születési dátum (Kor) | Vál. | Klub                      |
| ---- | ----- | ------------------ | --------------------- | ---- | ------------------------- |
|      | K     | Edgar Estrada      |                       |      | Comunicaciones            |
|      | K     | Julio Engleton     |                       |      | Universidad de San Carlos |
|      | V     | Marlon Iván León   |                       |      | Comunicaciones            |
|      | V     | Alvaro Jiménez     |                       |      | Comunicaciones            |
|      | V     | Nelson Cáceres     |                       |      | Comunicaciones            |
|      | V     | Guillermo Molina   |                       |      | Universidad de San Carlos |
|      | V     | Jorge Pérez        |                       |      | Comunicaciones            |
|      | V     | German Ruano       |                       |      | CSD Municipal             |
|      | V     | Julio Girón        |                       |      | CSD Municipal             |
|      | V     | Catalino Molina    |                       |      | CSD Municipal             |
|      | KP    | Guillermo Ramírez  |                       |      | CSD Municipal             |
|      | KP    | Jorge Rodas        |                       |      | Comunicaciones            |
|      | KP    | Otto Rodríguez     |                       |      | Comunicaciones            |
|      | KP    | Claudio Rojas      |                       |      | Comunicaciones            |
|      | KP    | Francisco González |                       |      | Aurora FC                 |
|      | KP    | Freddy García      |                       |      | Universidad de San Carlos |
|      | KP    | Martín Machón      |                       |      | Santos Laguna             |
|      | CS    | Everaldo Valencia  |                       |      | Comunicaciones            |
|      | CS    | Carlos Ruíz        |                       |      | CSD Municipal             |
|      | CS    | Julio García       |                       |      | Deportivo Escuintla       |
|      | CS    | César Alegría      |                       |      | Cobán Imperial            |

### Nicaragua
Szövetségi kapitány:  Mauricio Cruz
| Szám | Poszt | Név                 | Születési dátum (Kor) | Vál. | Klub            |
| ---- | ----- | ------------------- | --------------------- | ---- | --------------- |
|      | K     | William Espinoza    |                       |      | Diriangén FC    |
|      | K     | Ricardo Sujo        |                       |      | América Managua |
|      | V     | Otoniel Olivas      |                       |      | Real Estelí     |
|      | V     | Armengol González   |                       |      | Diriangén FC    |
|      | V     | Ezequiel Jerez      |                       |      | Diriangén FC    |
|      | V     | David Solórzano     |                       |      | Diriangén FC    |
|      | V     | Mario Gastón        |                       |      | Masachapa       |
|      | V     | Carlos Alonso       |                       |      | Chinadega       |
|      | V     | Sergio Molina       |                       |      | Wálter Ferreti  |
|      | KP    | Oscar Blanco        |                       |      | Masachapa       |
|      | KP    | Miguel Cruz         |                       |      | Diriangén FC    |
|      | KP    | Geovanny Estrada    |                       |      | América Managua |
|      | KP    | Rener Cruz          |                       |      | Diriangén FC    |
|      | KP    | José Maria Bermúdez |                       |      | Wálter Ferreti  |
|      | CS    | Léster González     |                       |      | Diriangén FC    |
|      | CS    | Tyronne Acevedo     |                       |      | Diriangén FC    |
|      | CS    | Hamilton West       |                       |      | Masachapa       |
|      | CS    | Jack Rodríguez      |                       |      | Chinadega       |